# Жилинецька сільська рада
Жилине́цька сільська́ ра́да — колишня адміністративно-територіальна одиниця та орган місцевого самоврядування в Ярмолинецькому районі Хмельницької області. Адміністративний центр — село Жилинці.

## Загальні відомості
- Територія ради: 25,5 км²
- Населення ради: 967 осіб (станом на 2001 рік)

## Населені пункти
Сільській раді були підпорядковані населені пункти:
- с. Жилинці

## Склад ради
Рада складалася з 12 депутатів та голови.
- Голова ради: Юркова Ніна Анатоліївна

### Керівний склад попередніх скликань
| Прізвище, ім'я, по батькові | Основні відомості                                                             | Дата обрання | Дата звільнення |
| --------------------------- | ----------------------------------------------------------------------------- | ------------ | --------------- |
| Гудзь Леонід Якович         | Сільський голова, 1964 року народження, член Соціалістичної партії України    | 26.03.2006   | 31.10.2010      |
| Юркова Ніна Анатоліївна     | Сільський голова, 1960 року народження, освіта вища, член партії Єдиний Центр | 31.10.2010   |                 |

Примітка: таблиця складена за даними сайту Верховної Ради України

### Депутати
За результатами місцевих виборів 2010 року депутатами ради стали:

#### За суб'єктами висування
| Суб'єкт висування                                       | Кількість обраних депутатів | %    |
| ------------------------------------------------------- | --------------------------- | ---- |
| Партія регіонів                                         | 4                           | 33,3 |
| Політична партія Всеукраїнське об'єднання «Батьківщина» | 4                           | 33,3 |
| Самовисування                                           | 3                           | 25   |
| Народна партія                                          | 1                           | 8,3  |

#### За округами
| № округу                                                | Прізвище, ім'я, по батькові    | Дата визнання обраним | Освіта             | Партійна приналежність                        | Відомості про обраного депутата                      |
| ------------------------------------------------------- | ------------------------------ | --------------------- | ------------------ | --------------------------------------------- | ---------------------------------------------------- |
| Народна Партія                                          |                                |                       |                    |                                               |                                                      |
| 12                                                      | Крук Галина Броніславівна      | 05.11.2010            | середня            | позапартійна                                  | Ярмолинецьке районне споживче товариство, продавець  |
| Партія регіонів                                         |                                |                       |                    |                                               |                                                      |
| 3                                                       | Турта Галина Петрівна          | 05.11.2010            | середня            | член Партії регіонів                          | Жилинецький фельдшерсько-акушерський пункт, фельдшер |
| 5                                                       | Адамчук Іван Степанович        | 05.11.2010            | середня            | позапартійний                                 | пенсіонер                                            |
| 7                                                       | Гайдук Оксана Дмитрівна        | 05.11.2010            | середня            | позапартійна                                  | тимчасово не працює                                  |
| 8                                                       | Токаренко Раїса Миколаївна     | 05.11.2010            | середня            | позапартійна                                  | Територіальний центр, соціальний працівник           |
| Політична партія Всеукраїнське об'єднання «Батьківщина» |                                |                       |                    |                                               |                                                      |
| 1                                                       | Салій Володимир Васильович     | 05.11.2010            | середня спеціальна | член Всеукраїнського об'єднання «Батьківщина» | пенсіонер                                            |
| 4                                                       | Трембач Людмила Панасівна      | 05.11.2010            | вища               | член Всеукраїнського об'єднання «Батьківщина» | Жилинецький дошкільний навчальний заклад, вихователь |
| 6                                                       | Слободян Анатолій Дмитрович    | 05.11.2010            | вища               | член Всеукраїнського об'єднання «Батьківщина» | фермерське господарство Берегиня, голова             |
| 11                                                      | Юркова Любов Василівна         | 05.11.2010            | середня            | член Всеукраїнського об'єднання «Батьківщина» | Жилинецька загальноосвітня школа, вчитель            |
| Самовисування                                           |                                |                       |                    |                                               |                                                      |
| 2                                                       | Любченко Людмила Францівна     | 05.11.2010            | вища               | позапартійна                                  | Жилинецька сільська рада, бухгалтер                  |
| 9                                                       | Ніколаєва Галина Володимирівна | 05.11.2010            | середня спеціальна | позапартійна                                  | Жилинецька сільська рада, секретар                   |
| 10                                                      | Гуцалюк Інна Леонідівна        | 05.11.2010            | вища               | позапартійна                                  | Правдівська загальноосвітня школа, вчитель           |